# バルティモラ
バルティモラ(Baltimora)は、1980年代半ばに活躍した、イタリアのイタロ・ディスコ・ダンス音楽グループ 。フロントマンでボーカルのジミー・マクシェイン(Jimmy McShane)、キーボードでボーカルのマウリツィオ・バッシ(Maurizio Bassi)、リードギターのジョルジョ・コチロヴォ(Giorgio Cocilovo)、リズムギターのクラウディオ・バツァーリ(Claudio Bazzari)、ベースのピエル・ミケラッティ(Pier Michelatti)、ドラムのガブリエレ・メロッティ(Gabriele Melotti)がメンバーだった。最も有名な作品は1985年に英米でもヒットしたシングル「ターザン・ボーイ (Tarzan Boy)」である。
北アイルランド・ロンドンデリー出身のジミー・マクシェインは、フロントマンとしてバンドの前面に立っていたが、実際にリード・ボーカルを歌っていたのはキーボードのマウリツィオ・バッシで、マクシェインはバッキング・ボーカルを担当していた。これは彼らの最大のヒット曲である「ターザン・ボーイ」においても当てはまり、ビデオにはバッシではなくマクシェインが登場してリップシンクをしている。バルティモラの楽曲は、曲詞ともほとんどがバッシとネイミー・ハケット(Naimy Hackett)によって手がけられていたが、「Survivor in Love」など一部の曲ではマクシェインが詞を書いていた。
「ターザン・ボーイ」の成功が飛び抜けて大きかったため、バルティモラは英米では「ターザン・ボーイ」の一発屋として扱われることが多いが、ヨーロッパの一部の国々においては他にもヒット曲があった。

## 経歴

### 初期
1984年のはじめ、イタリアでミュージシャンとしての実績があった音楽プロデューサー、マウリツィオ・バッシは、新しいプロジェクトを構想していた。バッシは、ゲイ・コミュニティで「ルビー」という通り名で知られていたアイルランド赤十字の救急救命士、ジミー・マクシェイン（1957年5月23日-1995年3月29日）と知り合い、容姿がよくダンスの才にも恵まれていたマクシェインに少しボーカルをさせて、グループのフロントマンに据えることにした。当時のマクシェインは、髪型を様々に変えることや、大きな赤い縁の眼鏡でよく知られていた。
バッシは、他のミュージシャンたちも雇い入れて、後にアルバム「Living in the Background」と「Survivor in Love」に収録される曲を録音していった。

### 「ターザン・ボーイ」のヒット
1985年夏にリリースされた「ターザン・ボーイ」は大ヒットとなり、イタリアのチャートで初登場5位となったほか、ドイツ、 スイス、オーストリア、スウェーデン、フランス、オランダ、ノルウェーなど、ヨーロッパ諸国でもヒットした。
同様の成功はイギリスでも起こり、「ターザン・ボーイ」は1985年8月には英チャートの3位まで上昇した。しかし、EMIからシングルが発売されたアメリカ合衆国では、Billboard Hot 100のチャートに入るのが遅れ、チャート入りの6ヶ月後、1986年初春になってようやく13位まで上昇した。バルティモラは米国のテレビ番組「Solid Gold」に出演し、米国での成功の一助とした。「ターザン・ボーイ」は、日本でも、1986年になってからヒットした。
2枚目のシングル「Woody Boogie」は、ドイツではトップ20に入り、スイスやスウェーデンでもヒットした。
バルティモラの最初のアルバム「Living in the Background」は、ヨーロッパでは1985年末に、米国では1986年にリリースされた。シングル「ターザン・ボーイ」の大ヒットがあったにもかかわらず、このアルバムのチャートでの動きは伸びず、ヨーロッパの数カ国でアルバム・チャートのトップ20に入るという程度にとどまった。
バルティモラは、1987年にカムバックを試みて2枚目のアルバム「Survivor in Love」を出したが、シングル「Key Key Karimba」が数カ国のトップ100チャートに入っただけであった。

### 解散とその後
「Survivor in Love」の後、アルバムの売れ行き不振を理由にレーベルからは次作への支援が得られなかったため、バッシは次のプロジェクトへ移る潮時だと判断し、バルティモラを解散した。
1993年には、「ターザン・ボーイ」のリミックス盤がBillboard Hot 100チャートに登場し、51位まで上昇したが、これはリステリンのCMに使用されたためであった。「ターザン・ボーイ」は、『ミュータント・ニンジャ・タートルズ3 (Teenage Mutant Ninja Turtles III)』（1993年）や『ビバリーヒルズ・ニンジャ (Beverly Hills Ninja)』（1997年）でも使用された。
ジミー・マクシェインは、1995年3月29日にAIDSの合併症により死去した。
2010年にイタリアのEMIレーベルより公式のベスト・アルバム「Tarzan Boy: The World Of Baltimora」が発売された。

## ディスコグラフィ

### アルバム
| 1985                                       | Living in the Background - レーベル: EMI-Manhattan Records - フォーマット: コンパクトカセット、CD、LP                                                               | 49 | 26 | 18 | カナダ: ゴールドディスク |  |
| 1986                                       | World Re-Mix 上記のアルバムより4曲と当時新曲の「Juke Box Boy」と「Up with Baltimora」 を収録したリミックス版 - レーベル: EMI - フォーマット: コンパクトカセット、LP |    |    |    |                          |  |
| 1987                                       | Survivor in Love - レーベル: EMI - フォーマット: CD, LP | —  | —  | —  |                          |  |
| "—" は、チャート入りしなかったことを示す。 | |    |    |    |                          |  |

### シングル
| 年   | 曲名                                | 米国 | 英国 | フランス | スイス | オランダ | 収録アルバム             |
| ---- | ----------------------------------- | ---- | ---- | -------- | ------ | -------- | ------------------------ |
| 1985 | "Tarzan Boy"                        | 13   | 3    | 1        | 4      | 1        | Living in The Background |
| 1985 | "Living in the Background"          | 87   | -    | -        | -      | -        | Living in The Background |
| 1986 | "Woody Boogie"                      | -    | -    | -        | 15     | 32       | Living in The Background |
| 1986 | "Juke Box Boy"                      | -    | -    | -        | -      | -        | Living in The Background |
| 1987 | "Key Key Karimba"                   | -    | -    | -        | -      | -        | Survivor in Love         |
| 1987 | "Survivor in Love"                  | -    | -    | -        | -      | -        | Survivor in Love         |
| 1988 | "Global Love" (with Linda Wesley)   | -    | -    | -        | -      | -        | Survivor in Love         |
| 1988 | "Call Me in the Heart of the Night" | -    | -    | -        | -      | -        | Survivor in Love         |